# Dennis Skinner
Dennis Edward Skinner (ur. 11 lutego 1932 w Clay Cross) – brytyjski górnik i polityk, członek Partii Pracy od 1956, której przewodniczył w latach 1988–1989. Zasiadał w Izbie Gmin nieprzerwanie od 1970 do 2019 jako poseł z okręgu Bolsover.

## Biografia i życie prywatne
Dennis Skinner urodził się w angielskim mieście Clay Cross jako trzecie z dziewięciu dzieci górnika Edwarda Skinnera wyrzuconego z pracy po udziale w strajku generalnym w 1926. Skończył Tupton School, po czym w wieku siedemnastu lat rozpoczął pracę górnika, którą kontynuował do 1970. W międzyczasie wstąpił do Partii Pracy oraz zasiadał w radzie hrabstwa Derby, a także przewodniczył miejscowemu oddziałowi Narodowego Zjednoczenia Górników w latach 1966–1970. W latach sześćdziesiątych uczęszczał do Ruskin College w Oksfordzie, co zaproponowało mu Zjednoczenie. Do Izby Gmin został wybrany po raz pierwszy w 1970 roku i zasiadał w niej do roku 2019. W latach 1988–1989 pełnił funkcję lidera laburzystów.
Żonaty z Mary Parker z którą ma trójkę dzieci. Jest ateistą. Skinner interesuje się sportem na wolnym powietrzu oraz przyrodą.

## Działalność polityczna
Reprezentuje poglądy socjaldemokratyczne. Jest zwolennikiem prawa do aborcji, związków partnerskich, małżeństw homoseksualnych. Sprzeciwia się prowadzeniu przez Wielką Brytanię działań na Bliskim Wschodzie oraz produkcji broni atomowej.
Jako republikanin i antyrojalista Skinner jest zagorzałym przeciwnikiem monarchii brytyjskiej oraz Izby Lordów uważając obydwie za przeżytek i z tego powodu nigdy nie brał udziału w corocznym przemówieniu królowej w Czerwonej Komnacie. Znany jest też z ciętego języka oraz z żartów i drwin skierowanych w rodzinę królewską czy Czarną Rózgę, które wypowiada, kiedy Czarna Rózga przybywa do Izby Gmin by zawołać posłów na przemówienie królowej.
Skinner jest znany z tego, że kiedy zasiadał w Izbie Gmin nie opuścił ani jednego jej posiedzenia, porównując to do pracy w kopalni. Jest przeciwnikiem systemu parowania, ponieważ nie chciał odpowiadać za nieobecnych torysów. Nigdy nie jadał i nie pił wspólnie z innymi parlamentarzystami, nie brał też płatnych urlopów. W przeciwieństwie do innych parlamentarzystów ubierających zwykle garnitury, Skinner nosił szarą marynarkę z tweedu. W zestawieniu w roku parlamentarnym 2004–2005 był posłem z najmniejszą liczbą wydatków.
Skinner był co najmniej dziesięciokrotnie zawieszany podczas posiedzeń Izby za częste łamanie zasad w niej panujących oraz obraźliwe wypowiedzi. Przykładowo sytuacje takie miały miejsce w 1984, kiedy oskarżył Margaret Thatcher o dawanie łapówek sędziom oraz w roku 2006, kiedy oskarżył ówczesnego wicespeakera Alana Haselhursta o pobłażliwość wobec jego partyjnej koleżanki z Partii Konserwatywnej. Za naruszanie procedur Izby dostał przydomek „Bestii z Bolsover”.
W Zielonej Komnacie zwykle zasiadał w pierwszej ławce strony należącej do laburzystów. W 2015 podczas inauguracji roku parlamentarnego Skinner wdał się w sprzeczkę z posłami Szkockiej Partii Narodowej, którzy chcieli siąść na jego stałym miejscu.
W wyborach w 2019 przegrał z Markiem Fletcherem, tracąc miejsce w parlamencie.

## Źródła i linki zewnętrzne
- Profil na stronie Parlamentu Brytyjskiego
- Biografia. stuartthomson.co.uk. [zarchiwizowane z tego adresu (2016-03-03)].